# Ysselsteyni német katonai temető
Az ysselsteyni német katonai temető (Deutscher Soldatenfriedhof Ysselsteyn) egy második világháborús sírkert a hollandiai Ysselsteynnél. Több mint harmincezer német, illetve a német hadseregben szolgáló más nemzetiségű katona, több holland kollaboráns és néhány civil nyugszik a földjében.

## Története
A temető Limburg tartományban, a német határhoz közel található, az egyetlen német sírkert Hollandiában. 1947-ben építették a holland kormány utasítására.  Nagyjából 28 hektáros. Területén 87 első világháborús és 31 598 második világháborús halott nyugszik, közülük 4882-t nem sikerült azonosítani. A halottak túlnyomó többsége a Wehrmachtban szolgáló német katona volt, de találni közöttük SS-katonákat, vadászpilótákat és negyven egyéb ország önkénteseit is.

## Nevezetes halottak
- Friedrich Kussin vezérőrnagy, Arnhem katonai parancsnoka volt a Market Garden hadművelet alatt. 1944. szeptember 17-én kilátogatott a frontra, majd a tanács ellenére ugyanazon az úton indult vissza a városba, amelyen érkezett. Az autóját megtámadta a 3. brit ejtőernyős-zászlóalj B századának egyik raja, és két beosztottjával együtt lelőtték. Kussin volt a legmagasabb rangú német katona, aki elesett a második világháborúban. Két bajtársa most mellette nyugszik.[2]
- Karl-Heinz Rosch 18 éves német közlegény, aki a szövetségesek bombázása során biztonságba helyezett két holland kisgyereket, majd egy repesz megölte. Dicsőség nélküli hősnek is nevezik, 2008-ban bronzszobrot kapott a hollandiai Goirlében.[3]
- Heinrich Prinz zu Sayn-Wittgenstein éjszakai vadászpilótaként szolgált. Elestekor a Luftwaffe legerdményesebb éjszakai vadászpilótája volt, 83 légi győzelmet aratott.[4]
- Julius Dettmann SS-tiszt volt,  ő tartóztatta le és deportáltatta az amszterdami rejtekhelyén naplót író német zsidó kislányt, Anne Frankot és családját.[5]